# Anton Crammer
Anton Crammer, auch Cramer, (* 4. August 1705 in Pfaffenhofen; † 19. Februar 1785 in München) war ein deutscher Jesuit, Prediger und Autor gegenreformatorischer Schriften.

## Leben
Crammer, Bierbrauers- und Bürgermeisterssohn, trat 1723 in den Orden der Jesuiten ein. In Landsberg am Lech erhielt er eine umfassende theologische Ausbildung und wurde 1736 in Eichstätt zum Priester geweiht. In der Folgezeit setzte eine intensive Predigttätigkeit Anton Crammers ein, die ihn unter anderem in die Schweiz, nach München, Ingolstadt und Ellwangen führte. Später in Landshut und als Hofprediger in Neuburg an der Donau tätig, verbrachte er seine letzten Lebensjahre als Propst in St. Michael in München, wo er in der Jesuitengruft unter der Kreuzkapelle beerdigt ist.

## Wirken
Anton Crammer verfasste zahlreiche gegenreformatorische Schriften, die sich der Geschichte der Jesuiten und ihres Gründers Franz Xaver widmeten. Auch die Bedeutung Münchens für die Jesuiten mit der St. Michaelskirche als Zentrum der Gegenreformation thematisierte Crammer in seinen Werken. Weitere Arbeiten würdigten die Erfolge des Jesuitenordens bei der Rekatholisierung und beschäftigten sich mit der Kirchenliturgie des ausgehenden 18. Jahrhunderts.
Crammer erreichte in der Zeit der Aufklärung mit seinen Predigten großen Erfolg bei der Bevölkerung und schuf mit seinen Schriften die Grundlage zur Stärkung des katholischen Glaubens im Kampf gegen die Lehre Luthers.

## Werke (Auswahl)
- Lexikon der vom Jahr 1750 bis 1800 verstorbenen teutschen Schriftsteller. S. 211ff. Liste von Werken
- Kurzgefaßte Vertheidigung des Heil. Rosenkranzes wider die offentliche und heimliche Feinde desselben. München 1772.
- Apologia Bennoniana... Verlag Johann Nepomuck Fritz, München 1773
- Kurzgefaßte Vertheidigung des Heil. Benno... Verlag Johann Nepomuck Fritz, 1774
- Sechstes heiliges Jubel-Jahr des deutschen Roms. München 1776.
- Widerlegung der teutschen Messe, in welcher Sprache einige wollen, dass selbe gelesen werden soll. München 1780.

| Personendaten    | Personendaten                                                        |
| ---------------- | -------------------------------------------------------------------- |
| NAME             | Crammer, Anton                                                       |
| ALTERNATIVNAMEN  | Cramer, Anton                                                        |
| KURZBESCHREIBUNG | deutscher Jesuit, Prediger und Autor gegenreformatorischer Schriften |
| GEBURTSDATUM     | 4. August 1705                                                       |
| GEBURTSORT       | Pfaffenhofen                                                         |
| STERBEDATUM      | 19. Februar 1785                                                     |
| STERBEORT        | München                                                              |